# Johann Witt
Johann Witt (ur. 13 listopada 1986 w Les Abymes) – niemiecki bokser urodzony w Kazachstanie, brązowy medalista Mistrzostw Europy 2011 w kategorii ciężkiej.

## Kariera amatorska
W 2011 r. został brązowym medalistą w kategorii ciężkiej na Mistrzostwach Europy w Ankarze. W 1/16 finału, Witt wyeliminował Hiszpana Juana Alemana, pokonując go na punkty (20:11). W 1/8 zmierzył się z Marko Radonjićem, którego również pokonał na punkty (14:12). W walce o brązowy medal, w ćwierćfinale Witt wyeliminował Białorusina Siarhieja Karniejeu, pokonując go na punkty (28:26). W półfinale, Witt przegrał z reprezentantem Azerbejdżanu Teymurem Məmmədovem (18:12), zdobywając brązowy medal. Pod koniec roku, Witt został mistrzem Niemiec w kategorii ciężkiej.
Nie udało mu się zakwalifikować na Igrzyska Olimpijskie w Londynie, przegrywając w kwalifikacjach dla Europy.